# Karl Shapiro
Karl Jay Shapiro, auch Carl Jay Shapiro (geboren 10. November 1913 in Baltimore; gestorben 14. Mai 2000 in New York City) war ein US-amerikanischer Dichter.

## Leben
Carl Jay Shapiro war ein Sohn des Umzugsunternehmers und Handelsvertreters Joseph Shapiro und der Sarah Omansky. Er besuchte in Chicago und Baltimore die Schule und begann ein Studium an der University of Virginia, wo er unter dem offenen Rassismus und Antisemitismus litt. Er wechselte für ein Klavierstudium an das Peabody Institute der Johns Hopkins University, ohne das Studium mit einer Prüfung abzuschließen. Sein erster Band mit Gedichten erschien 1935 als Privatdruck, 1940 druckte die Zeitschrift Poetry einige seiner Gedichte.
Während des Zweiten Weltkriegs wurde er als Sanitätssoldat im Pazifikkrieg 1942 mit der Queen Mary nach Australien verschifft und in Niederländisch-Neuguinea eingesetzt. Er schrieb vier Bände Gedichte über die Kriegssituation, einer davon erschien in Melbourne. Der Band V-Letter and Other Poems gewann 1945 den Pulitzer Prize for Poetry.
Nach Kriegsende heiratete er 1945 seine Literaturagentin Evalyn Katz, er war später noch zweimal verheiratet.
1946/47 war er Consultant for Poetry der Library of Congress.
1948 wandte er sich öffentlich gegen die Vergabe des Bollingen Prize for Poetry an den Faschisten und Antisemiten Ezra Pound und antwortete 1950 mit dem provokativen Titel Poems of a Jew auf die Überlebensfragen nach dem Holocaust. Er veröffentlichte 1960 in Paris den Essay The Greatest Living Author über Henry Miller  und dessen Wendekreis des Krebses, kurz bevor das Buch in den USA von der Zensur freigegeben wurde und mit seinem Vorwort in den Druck kam.
Shapiro war von 1950 bis 1956 Herausgeber der einflussreichen Zeitschrift Poetry. Er lehrte Literatur von 1948 bis 1950 an der Johns Hopkins University, danach an der University of Nebraska-Lincoln, wo er 1956 bis 1966 auch als Herausgeber des Literaturmagazins Prairie Schooner fungierte. Er lehrte 1966 bis 1968 an der University of Illinois und von 1968 bis 1985 an der University of California (Davis). 1994 kehrte er nach New York zurück.
Shapiro war zweimal Guggenheim Fellow und erhielt 1969 den Bollingen Prize zusammen mit John Berryman. Ebenfalls 1969 wurde Shapiro in die American Academy of Arts and Sciences gewählt. Seit 1959 war er Mitglied der American Academy of Arts and Letters.
Shapiro schrieb zunächst im traditionellen Stil eines W. H. Auden. Er rezipierte später Walt Whitman und William Carlos Williams, experimentierte mit offenen Gedichtformen und forschte auch zu linguistischen Aspekten der Poetik. Shapiro geriet in Vergessenheit und sein Eintrag verschwand 1976 zu seiner Verärgerung aus der Neuauflage der Anthologie The Oxford Book of American Verse.
Er veröffentlichte einen Roman und eine zweibändige Autobiografie.

## Schriften (Auswahl)
Lyrik

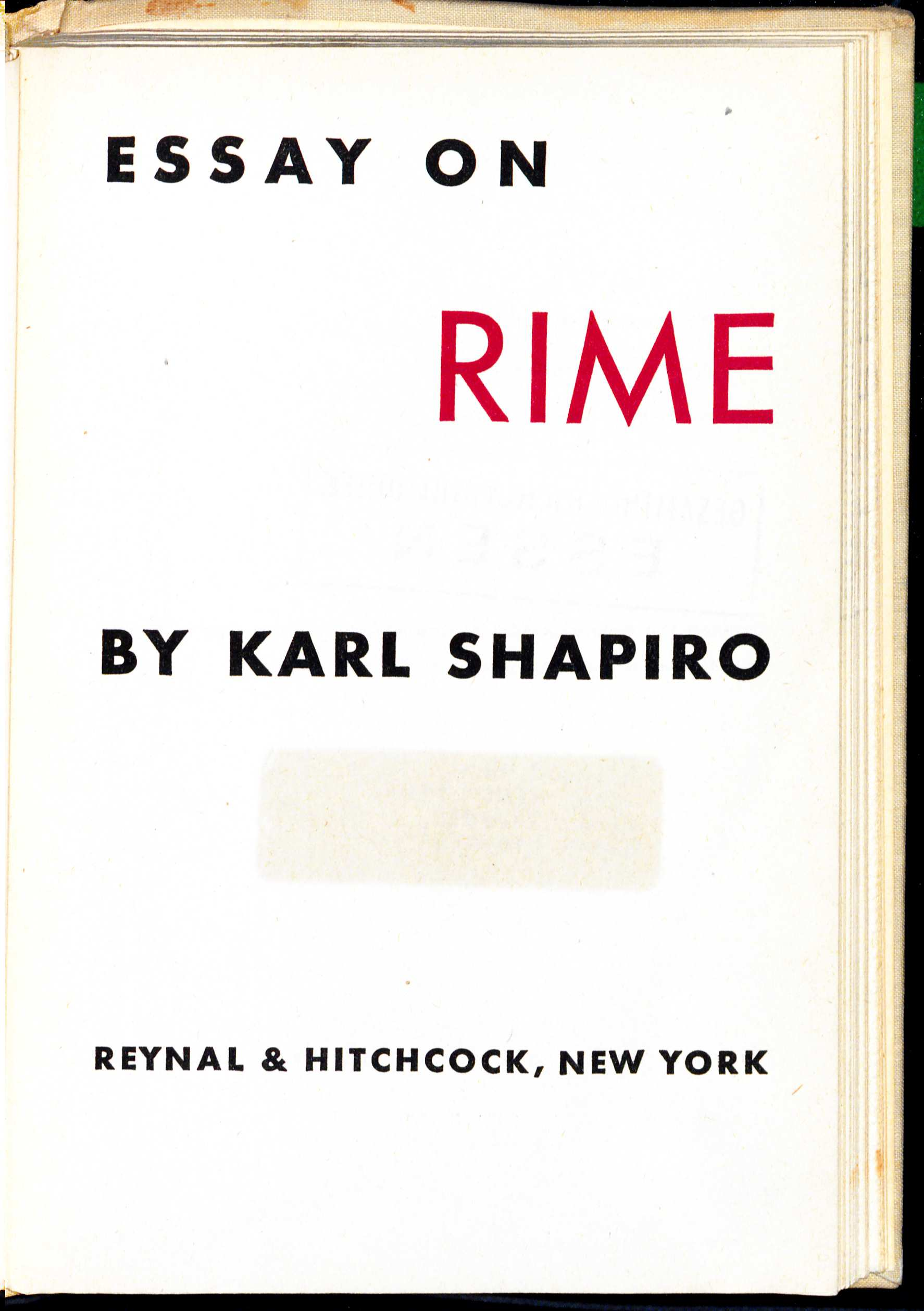
Essay on Rime (1945)

- Poems. Baltimore : Waverly Press, 1935
- Person, Place, and Thing. New York : Reynal & Hitchcock, 1942
- The Place of Love. Melbourne, 1943
- V-Letter and Other Poems (1944)
- Essay on Rime (1945)
- Trial of a Poet. To F. O. Matthiessen, New York : Reynal & Hitchcock, 1947
- Poems of a Jew (1950)
- Poems 1940-1953 (1953)
- The Bourgeois Poet. New York : Random House, 1964
- White Haired Lover (1968)
- Selected Poems. New York : Random House, 1968
- Adult Bookstore (1976)
- Collected Poems, 1940–1978 (1978)
- New and Selected Poems, 1940–1987 (1988)
- The Old Horsefly (1993)
- Stanley Kunitz, David Ignatow (Hrsg.): The Wild Card: Selected Poems, Early and Late (1998)
- Coda: Last Poems (2008)

Autobiografie
- The Younger Son (1988)
- Reports of My Death (1990)

Literaturkritik

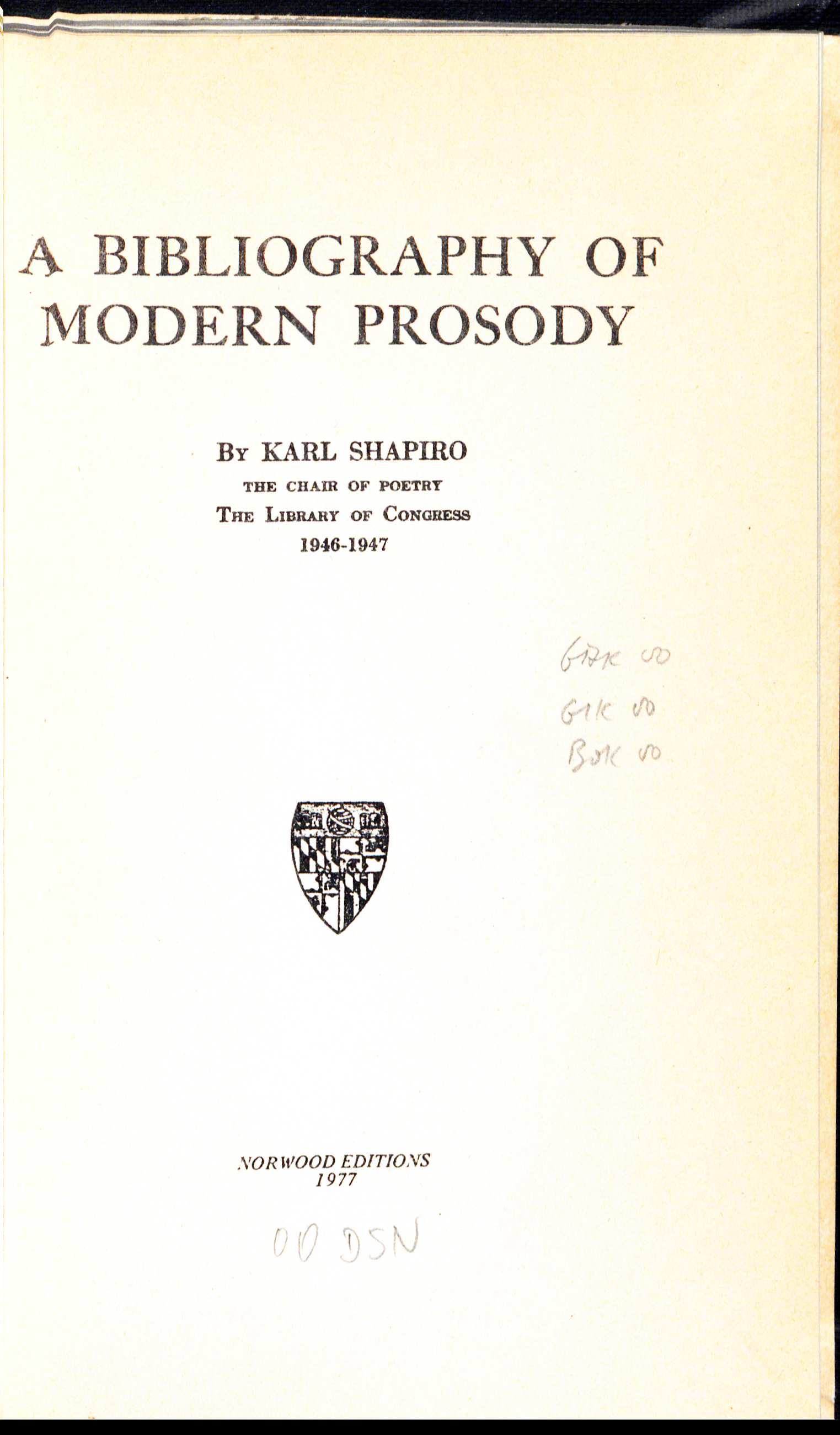
A Bibliography of Modern Prosody (1948)

- Essay on Rime. New York : Reynal & Hitchcock, 1945
- A Bibliography of Modern Prosody. Baltimore : Johns Hopkins, 1948
- Beyond Criticism (1953)
- In Defense of Ignorance (1960)
- Prose Keys to Modern Poetry (1962)
- mit James E. Miller; Bernice Slote (Hrsg.): Start With the Sun: Studies in the Whitman Tradition  (1963)
- A Primer for Poets (1965)
- Randall Jarrell (1967)
- To Abolish Children and Other Essays (1968)
- The Poetry Wreck : Selected Essays 1950–1970 (1975)

Roman
- Edsel (1971)

Libretto
- Hugo Weisgall: The Tenor (1950)